# Càstulo
Càstulo (llatí: Castŭlo, en grec antic Κασταλών) va ser la ciutat principal dels Oretans, poble de la Tarraconense, i una de les principals ciutats del sud d'Hispània, a la frontera amb la Bètica, al curs superior del riu Betis, actual Guadalquivir. Estrabó diu que més amunt de Corduba, en direcció a Castulo, el riu no era navegable.
Estava situada en un encreuament de camins, un que portava a Cartago Nova, ciutat que estava a dues-centes mil passes, dos que anaven a Còrduba (Còrdova) que es trobava a noranta-nou mil passes per un d'ells o a setanta-vuit mil passes per l'altre, i un quart camí portava a Màlaca (Màlaga), situada a dues-centes-noranta una mil passes. Polibi situa la ciutat prop de Baecula. Tenia mines de plata i també de plom, probablement a la Sierra de Cazorla.
Estava situada probablement a l'actual cortijo de Cazlona, prop de Linares, a la riba dreta del Guadalimar. La dona d'Hanníbal, Himilce, que era nascuda a Càstulo, tenia un palau prop de la ciutat, suposadament a l'actual Palazuelos.
La ciutat era aliada de Cartago, però l'any 213 aC es va revoltar a favor dels romans i Publi Corneli Escipió la va convertir en el seu quarter general i va morir sota les seves muralles. El seu germà Gneu Corneli Escipió va morir ben prop d'allí al cap de vint-i-nou dies (212 aC); aleshores la ciutat i les de la rodalia, com Iliturgis, van tornar a l'aliança cartaginesa. castigar a aquella ciutat va ser una de les primeres coses que va fer el jove Escipió l'Africà l'any 206 aC després de l'expulsió dels cartaginesos d'Hispània. Va saquejar Iliturgis, i Càstulo, veient el que havia passat, va oferir una submissió incondicional, però el càstig no va ser gaire menor.
Sota els romans va ser un municipium de dret llatí del convent jurídic de Cartago Nova.